# جزيرة ألكسندر
جزيرة الكسندر أو جزيرة الكسندر الأول أو أرض الكسندر  أو الكسندر لاند هي الجزيرة الأكبر في انتاركتيكا، حيث تبلغ مساحتها 18.946 ميل مربع (49٬070 كم ²) تقع في بحر بلنجشوزن إلى الغرب من شبه جزيرة أنتاركتيكا، المفصولة عنها بخليج مرغريتا عمق جورج السادس. جزيرة الكسندر تقع قبالة سواحل أنتاركتيكا، وترتبط بها من قبل الجرف الجليدي جورج السادس. الجزيرة يحيط بها جزئيا عمق ويلكنز، والذي يقع إلى الغرب. الجزيرة 240 ميل (390 كـم) طويلة في الشمال ز الجنوب، 50 ميل (80 كـم) واسعة في الشمال، و150 ميل (240 كـم) واسعة في الجنوب. ملامح الجزيرة تشمل جبال جامعة صوفيا و بحيرة هودجسون.

## التاريخ

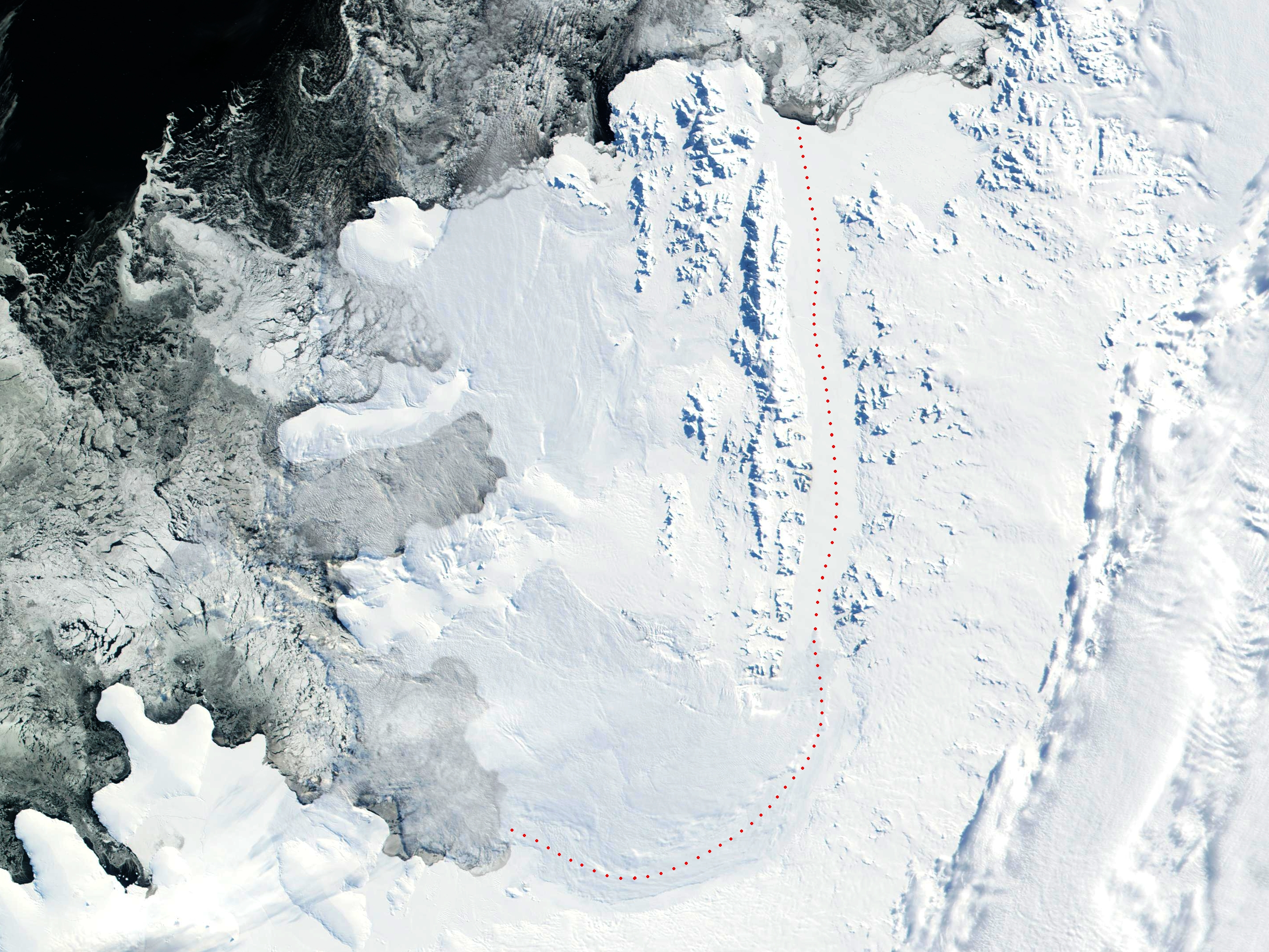
جزيرة الكسندر (صور ناسا)

اكتشفت جزيرة الكسندر يوم 28 يناير، 1821 من قبل روسيا في إطار بعثة فابيان غوتليب فون بلنجشوزن، الذي أطلق عليها اسم أرض الكسندر لقب القيصر الكسندر الأول من روسيا، ولكنه كان يعتقد أنها جزء من البر الرئيسى في انتاركتيكا حتى عام 1940. طبيعتها الانعزالية قد ثبتت في ديسمبر كانون الأول عام 1940، من قبل فن رون من برنامج الولايات المتحدة في أنتاركتيكا (USAS). في 1950، بنيت قاعدة بريطانية تدار كجزء من المقاطعة البريطانية في أنتاركتيكا شيدت كنصب أحفوري.
الجزيرة تستخدم الآن بوصفها مركز أرصاد جوية وقاعدة للتزود بالوقود. وتعتبر الجزيرة من المطالب من جانب المملكة المتحدة، التي تمثل أكبر جزيرة في الخارج، وهي جزء من المقاطعة البريطانية في بأنتاركتيكا، في حين الشيلي والأرجنتين تطالبان بها كجزء من المقاطعة التشيلية بالقارة القطبية الجنوبية ومقاطعة تييرا ديل فويغو على التوالي[بحاجة لمصدر].